# Simulium hirticranium
Simulium hirticranium är en tvåvingeart som beskrevs av Craig och Joy 2000. Simulium hirticranium ingår i släktet Simulium och familjen knott. Inga underarter finns listade i Catalogue of Life.